# 長谷川新奈
長谷川 新奈（はせがわ にいな、2001年〈平成13年〉8月8日 - ）は、日本の元アイドルで、女性アイドルグループ・AKB48の元研究生である。神奈川県出身。明治学院大学卒業。

## 略歴
2018年
- 坂道合同新規メンバー募集オーディションに応募するも3次審査で落選[3]。

2020年
- 7月26日、原宿 Shonpy ゆめかわいい看板娘に選出される[5]。
- 12月6日、『FRESH CAMPUS CONTEST 2020』で準グランプリに選出される[3][6]。

2021年
- 2月10日、cafe cocona フルーツサンドガールに選出される[7]。
- 4月14日、Cheese Cheese Worker イメージガールに選出される[8]。
- 6月12日、STICKY WAFFLES 2代目イメージガールに選出される[9]。
- 7月7日、Moke's HAWAII 江ノ島店 アンバサダーに選出される[10]。
- 7月31日、ひよこcrepe & galette イメージガールに選出される[11]。
- 9月1日、浅草愛和服グループ 大正浪漫レトロ着物モデルに選出される[12]。
- 9月17日、2代目SHOWROOMアンバサダーに選出される[13][14]。

2022年
- 2月27日、浅草愛和服グループ 2022春の着物モデルに選出される[15]。
- 3月14日、神田たまごけん秋葉原店4代目イメージガールに選出される[16]。
- 5月4日、AKB48の17期生としてお披露目される[17]。
- 6月1日、中野肉寿司の初代看板娘に就任する[18]。
- 8月27日、AKB48オフィシャルブログにて、翌28日をもってAKB48の活動を終了することを発表した[19][20]。学業との両立が自分に満足がいくレベルでできなかったことを理由としている[19][20]。

## 人物
愛称は、にいなん。
中学1年生からフルートを演奏し始め、SHOWROOMでもその様子を配信していたこともあり、AKB48加入前からSHOWROOM配信者の中では有名人であった。
SHOWROOMの配信者としては、AKB48加入前から使用していたアカウントは2022年4月15日の配信をもって休止した。同年6月にAKB48のメンバーとしてのアカウントが開設されていたが、活動辞退にともない廃止となった。11月6日から休止していたアカウントでの配信を再開した。

### AKB48
憧れのメンバーは小栗有以と坂口渚沙。17期生としては最年長である。